# Bazylika św. Wawrzyńca „in Lucina”
Bazylika św. Wawrzyńca in Lucina (wł. Basilica di San Lorenzo in Lucina, pol. Bazylika św. Wawrzyńca w domu Lucyny) – rzymskokatolicki kościół tytularny w Rzymie. 
Świątynia ta jest kościołem parafialnym oraz kościołem tytularnym, mającym również rangę bazyliki mniejszej. Jest też kościołem stacyjnym z czwartego piątku Wielkiego Postu.

## Lokalizacja
Bazylika znajduje się w III Rione Rzymu – Colonna przy Piazza di San Lorenzo in Lucina 16/A.

## Patron
Patronem świątyni jest św. Wawrzyniec – diakon, który poniósł śmierć męczeńską za wiarę chrześcijańską w 258 roku.

## Historia
Według tradycji w tym miejscu stał dom należący do Lucyny, w którym spotykali się chrześcijanie. W tym miejscu na papieża został wybrany Damazy I w 366 roku. W Liber Pontificalis kościół ten określono jako Titulus Lucinae w odniesieniu do czasów papieża Sykstusa III, wtedy też miała miejsce przebudowa świątyni. W 780 roku papież Hadrian I zlecił renowację kościoła
Podczas najazdu Normanów w 1084 roku kościół został uszkodzony. Jego odnowienie zlecił papież Paschalis II w 1112 roku. W tym czasie do kościoła trafiły relikwie różnych świętych (m.in. czaszka papieża św. Aleksandra I) oraz ruszt, na którym miał zostać umęczony św. Wawrzyniec i kajdany, w które był zakuty. Kościół po renowacji został poświęcony w 1131 roku przez antypapieża Anakleta II i ponownie 26 maja 1196 roku przez papieża Celestyna III (wcześniejsze poświęcenie uznano wtedy za nieważne).
W XVII wieku kościół został przekazany zakonowi Kleryków Regularnych Mniejszych, po czym w 1650 roku wnętrze bazyliki zostało ponownie urządzone przez Cosimo Fanzago. Podzielono wówczas nawy boczne na oddzielne kaplice oraz przeprowadzono pewną modyfikację fasady. Podczas renowacji w 1858 roku, zleconej przez papieża Piusa IX i nadzorowanej przez Andrea Busiri Vici, usunięto znaczną część barokowej dekoracji wnętrz oraz dodano dwie nowe boczne kaplice.
Papież Pius X 27 listopada 1908 nadał kościołowi godność bazyliki mniejszej.

## Architektura i sztuka
Bazylika ma nawę główną, dwie nawy boczne obecnie podzielone ścianami na oddzielne kaplice, półokrągłą apsydę i narteks.
Dach narteksu podtrzymuje sześć starożytnych jońskich kolumn z granitu. Fasada nawy nad narteksem jest ceglana z kamiennymi detalami, pośrodku ma obramowane okrągłe okno otoczone parą pionowych prostokątnych okien. Na górze znajduje się pusty trójkątny naczółek.
Romańska ceglana dzwonnica pochodzi z przebudowy w 1112 roku, znajduje się po prawej stronie za narteksem. Z pięciu kondygnacji powyżej narteksu, dolne dwie mają podwójne łuki, a trzy górne – łuki potrójne z marmurowymi filarami.
Portal flankują dwa średniowieczne lwy, jeden z nich trzyma w łapach owcę, a drugi niemowlę.
Nawa główna ma sześć przęseł z arkadami po obu stronach, prowadzącymi do kaplic bocznych. Nad filarami oddzielającymi kaplice znajdują się okrągłe freski ze scenami z życia św. Wawrzyńca. U góry nad każdym łukiem znajduje się prostokątne okno, pomiędzy nimi są wizerunki świętych. Freski zostały wykonane przez Roberto Bompiani w 1860 roku.
Kasetonowy sufit nawy został wykonany w 1857 roku, jest on złocony i zdobiony rozetami, w centralnym panelu znajduje się obraz  autorstwa Mometto Grüttera.
Ołtarz główny zaprojektował Carlo Rainaldi, w jego centrum znajduje się obraz Ukrzyżowanie autorstwa Guido Reni z około 1640 roku, we frontonie umieszczono tondo Matka Boża z Dzieciątkiem. Pod ołtarzem znajdują się relikwie świętych męczenników Poncjana, Euzebiusza, Wincentego i Pelegrynusa.
Witraże apsydy przedstawiają Św. Wawrzyńca, Legendę Abgara z Edessy i Św. Rytę.
W muzeum przy bazylice przechowywane są kajdany, w które – według legendy – zakuto św. Wawrzyńca.

### Kaplice boczne
Po lewej stronie jest pięć kaplic bocznych, natomiast po prawej są cztery – po prawej stronie naprzeciwko pierwszej lewej kaplicy zlokalizowana jest dzwonnica. Dodatkowo dwie kaplice flankują prezbiterium.
Kaplica św. Wawrzyńca
Pierwsza po prawej kaplica jest poświęcona św. Wawrzyńcowi (dedykacja ta związana jest z faktem, że pod głównym ołtarzem znajdują się relikwie innych męczenników, w związku z czym im ten ołtarz jest dedykowany, a ponieważ patronem bazyliki jest św. Wawrzyniec jemu została poświęcona jedna z kaplic bocznych). W relikwiarzu przechowywany jest ruszt, na którym, według legendy, miał ponieść męczeństwo patron kaplicy. Obraz w ołtarzu autorstwa Sigismondo Rosa z XVIII wieku przedstawia Lucynę pokazującą św. Wawrzyńcowi plany kościoła jemu dedykowanego. Na ścianach bocznych obrazy Giuseppe Crepi przedstawiają świętego przed cesarzem Walerianem oraz jego męczeństwo.
Kaplica Najświętszego Sakramentu
Jest to druga kaplica po prawej stronie. W ołtarzu znajduje się obraz Najświętszego Serca Jezusowego. Wcześniej kaplica była poświęcona św. Antoniemu z Padwy, boczne panele freskowe autorstwa Jana Miela przedstawiają cuda tego świętego. Aedicula ołtarza jest autorstwa Carla Rainaldiego, oryginalny obraz ołtarzowy ołtarz przedstawiający św. Antoniego, dzieło Massimo Stanzione z 1616 roku, został sprzedany, pozostało natomiast małe tondo Świętej Rodziny Domenico Rainaldi we frontonie.
Kaplica św. Franciszka Caracciolo
Trzecia kaplica po prawej stronie poświęcona jest założycielowi Kleryków Regularnych Mniejszych św. Franciszkowi Caracciolo. Ołtarz przedstawiający świętego adorującego Najświętszy Sakrament jest dziełem Ludovico Sterna z 1740 roku. W pendentywach kopuły znajdują się sceny z życia świętego autorstwa Teodoro Matteini.
Kaplica Zwiastowania
Czwarta po prawej jest kaplica Zwiastowania zaprojektowana przez Giovanni Lorenzo Berniniego dla papieskiego lekarza Gabriele Fonseca. Znajdują się w niej popiersie dłuta Berniniego przedstawiające fundatora kaplicy odmawiającego różaniec (po lewej stronie ołtarza) oraz popiersia prawdopodobnie jego matki i żony – dzieła ze szkoły Berniniego.
W ołtarzu znajduje się owalny obraz Zwiastowanie Ludovico Gimignani w czarnej marmurowej ramie, podtrzymywanej przez parę aniołów. Po prawej stronie umieszczono malowidło Giacinto Gimignani przedstawiający Elizeusza oczyszczającego gorzkie źródło w Jerychu z 1664 roku, natomiast po stronie lewej jest obraz Salus Populi Romani.
Kaplica krucyfiksu
Kaplica krucyfiksu jest zlokalizowana jako ostatnia po stronie prawej, flankuje ona prezbiterium. Krucyfiks w ołtarzu pochodzi z XVII wieku. Po bokach znajdują się figury aniołów – po lewej Archanioł Rafał, po prawej Anioł Stróż.
Kaplica chrzcielna
Po lewej przy wejściu znajduje się kaplica chrzcielna z XVII wieku, projektu Sardi. Obraz w ołtarzu przedstawiający Chrzest Jezusa jest dziełem Giuseppe Nicola Nasini. Autorem malowideł na ścianach bocznych był Giovanni Antonio Grecolini. W sklepieniu kaplicy umieszczono nietypowy kwadratowy oculus.
Kaplica św. Karola Boromeusza
Św. Karolowi Boromeuszowi dedykowana jest kaplica druga po lewej stronie. Obraz na ołtarzu, autorstwa Carlo Saraceni, przedstawia św. Karola podczas procesji z relikwiami gwoździ. Obrazy po bokach są autorstwa Gregorio Preti przedstawiają patrona kaplicy rozdającego jałmużnę oraz udzielającego ostatniego namaszczenia ofiarom zarazy.
Kaplica św. Jana Nepomucena
Trzecia po lewej jest kaplica św. Jana Nepomucena. W górnej części ołtarza umieszczono kopię Św. Michała Archanioła Guido Reni. Obrazy na ścianach bocznych, tematycznie związane z patronem kaplicy, są dziełami Emila Holareka.
Kaplica św. Józefa
Czwarta po lewej stronie kaplica dedykowana jest św. Józefowi. Obraz w ołtarzu Święta Rodzina jest dziełem Alessandro Turchi.
Kaplica św. Franciszka z Asyżu i św. Hiacynty Marescotti
Piąta po lewej kaplica dedykowana jest św. Franciszkowi z Asyżu i św. Hiacyncie Mariscotti. Wnętrze tej kaplicy zostało zaprojektowane przez Simona Vouet w 1624 roku. Obrazy na ścianach bocznych są jego autorstwa i przedstawiają św. Franciszka przed biskupem oraz Kuszenie św. Franciszka. Simon Vouet jest również autorem fresków na sklepieniu przedstawiających Boga Ojca (w centrum) oraz sceny z życia Maryi – w kopule: Narodziny, Ofiarowanie, Zwiastowanie i Wniebowzięcie, poniżej kopuły: Zaślubiny i Nawiedzenie. W 1736 roku Marco Benefial dokonał rearanżacji kaplicy, jego dziełem jest ołtarz przedstawiający Śmierć św. Hiacynty, jest on również autorem fresków na pilastrach przedstawiających świętych Piotra, Pawła, Marię Magdalenę, Klarę i Łucję. We frontonie ołtarza znajduje się obraz Girolamo Siciolante da Sermoneta Matka Boża Łaskawa.
Kaplica Niepokalanego Serca Maryi
Kaplica ostatnia po stronie lewej, flankująca prezbiterium, jest dedykowana Niepokalanemu Sercu Maryi. Ołtarz z XIX wieku przedstawia Maryję jako źródło łask.

### Wykopaliska
Prace wykopaliskowe pod bazyliką ujawniły obecność pozostałości dużego ceglanego budynku z czasów cesarza Karakalli oraz dwóch zbiorników – większego okrągłego i mniejszego prostokątnego. Większy zbiornik służył jako baptysterium, natomiast rola mniejszego jest nie całkiem jasna, przypisywane są mu różne funkcje, uważa się, że mógł być wykorzystywany do:
- chrztu dzieci,
- mycia nóg przed chrztem (co było praktykowane w Rzymie co najmniej do połowy IV w.),
- gromadzenia wody, która następnie była błogosławiona[5].

## Kardynałowie prezbiterzy
Bazylika św. Wawrzyńca in Lucina jest jednym z kościołów tytularnych nadawanych kardynałom-prezbiterom (Titulus Sancti Laurentii in Lucina).
- Hilary (udokumentowany w 499)
- Syzyniusz (udokumentowany w 721)
- Teodor (udokumentowany w 732–745)
- Euzebiusz (udokumentowany w 761)
- Jerzy (udokumentowany w 853–866)
- Adrian (udokumentowany w 963–964)
- Bonizo (udokumentowany w 993)
- Leon (udokumentowany w 1069)
- Leon (udokumentowany w 1084)
- Landolfo (ok. 1106-1108)
- Gregorio da Siena (ok. 1116-ok. 1125)
- Anzelm (1128-1141)
- Ugo (1144-1150)
- Cencio de Gregorio (1152-1154)
- Alberto Sartori di Morra OSB (1158-1187)
- Cinzio Cenzi (1190-1217)
- Sinibaldo Fieschi (1227-1243)
- Jan z Toledo OCist (1244-1262)
- Guy de Bourgogne OCist (1262-1272)
- Hugh of Evesham (1281-1287)
  - Giacomo Colonna, in commendam (1307-1318)
  - Pietro Colonna, in commendam (1318-1326)
- Annibaldo di Ceccano (1327-1333), in commendam (1333-1350)
- Guillaume Bragose (1362-1367)
- Étienne Aubert (1368-1369)
- Jean de la Tour OSBClun (1371-1374)
- Pierre de Sortenac (1375-1384), in commendam (1384-1390)
- Martín de Zalba[a] (1393-1403)
- Luca Manzoli OHum (1408-1411)
- Simon de Cramaud[b] (1413-1422)
  - Ximeno Daha[c] (1422-1429)
- Jean de la Rochetaillée (1426-1437)
- Giovanni Vitelleschi (1437-1440)
- Jean Le Jeune (1442-1451)
- Filippo Calandrini (1451-1468), in commendam (1468–1476)
  - Giovanni d'Aragona, in commendam (1484-1485)
  - Jorge da Costa, in commendam (1488?-1508)
- Silvio Passerini (1517-1520 i ponownie 1521-1529), in commendam (1520-1521)
- Giovanni Domenico de Cupis (1529-1531), in commendam (1531-1553)
- Giovanni Girolamo Morone (1553-1556)
- Georges d’Armagnac (1556-1562)
- Francesco Gonzaga kardynał diakon pro illa vice (1562-1564), (1564-1566)
- Fulvio della Corgna OSIoHier (1566-1567)
- Innico d’Avalos d’Aragona OS (1567-1586)
- Marcantonio Colonna (1586-1587)
- Gabriele Paleotti (1587-1589)
- Michele Bonelli OP (1589-1591)
- Ludovico Madruzzo (1591-1597)
- Pedro de Deza (1597-1600)
- Anton Maria Salviati (1600)
- Simeone Tagliavia d’Aragonia (1600-1602)
- Girolamo Bernerio OP (1602-1603)
- Giovanni Evangelista Pallotta (1603-1611)
- Gregorio Petrocchini OESA (1611)
- Benedetto Giustiniani (1611-1612)
- Francesco Maria Bourbon del Monte (1612-1615)
- Ottavio Bandini (1615-1621)
- Bartolomeo Cesi (1621)
- Andrea Baroni Peretti (1621-1624)
- Domenico Ginnasi (1624-1626)
- Carlo Gaudenzio Madruzzo (1626)
- Carlo Emmanuele Pio (1626-1627)
- Giovanni Garzia Millini (1627-1629)
- Luigi Capponi (1629-1659)
- Girolamo Colonna (1659-1661)
- Giovanni Battista Maria Pallotta (1661-1663)
- Francesco Maria Brancaccio (1663-1666)
- Stefano Durazzo (1666-1667)
- Ernst Adalbert von Harrach (1667)
- Giulio Gabrielli (1667-1668)
- Virginio Orsini OBE (1668-1671)
- Rinaldo d’Este (1671)
- Cesare Facchinetti (1671-1672)
- Carlo Rossetti (1672-1676)
- Niccolò Albergati-Ludovisi (1676-1677)
- Alderano Cibo (1677-1679)
- Luigi Omodei (1680-1685)
- Carlo Barberini (1685-1704)
- Francesco Nerli (1704-1708)
- Galeazzo Marescotti (1708-1726)
- Giuseppe Sacripante (1726-1727)
- Giuseppe Renato Imperiali OSIoHier (1727-1737)
- Gianantonio Davia (1737-1740)
- Giulio Alberoni (1740-1752)
- Thomas-Philippe Wallard d’Hénin-Liétard (1752-1759)
- Domenico Passionei (1759-1761)
- Jan Teodor Wittelsbach (1761-1763)
- Giacomo Oddi (1763-1770)
- Giuseppe Pozzobonelli (1770-1783)
- Carlo Vittorio Amadeo della Lanze (1783-1784)
- Marcantonio Colonna (1784)
- Giovanni Carlo Boschi (1784-1788)
- Francesco Carafa (1788-1807), in commendam (1807-1818)
- Bartolomeo Pacca (1818)
- Giovanni Filippo Gallarati Scotti (1818-1819)
- Giulio Gabrielli (1819-1822)
- Joseph Fesch (1822-1839)
- Carlo Oppizzoni (1839-1855)
- Giacomo Filippo Fransoni (1855-1856)
- Benedetto Barberini (1856-1863)
- Filippo de Angelis (1867-1877)
- Fabio Maria Asquini (1877-1878)
- Domenico Carafa della Spina di Traetto (1879)
- Lucien-Louis-Joseph-Napoléon Bonaparte (1879-1895)
- Gustav Adolf von Hohenlohe-Schillingsfürst (1895-1896)
- Mieczysław Halka-Ledóchowski (1896-1902)
- Angelo Di Pietro (1903-1914)
- Pietro Gasparri (1915-1934)
- Carlo Cremonesi (1935-1943)
- Manuel Arteaga y Betancourt (1946-1963)
- Pietro Ciriaci (1964-1966)
- Pietro Parente (1967-1986)
- Opilio Rossi (1987-2004)
- Luigi Poggi (2005-2010)
- Malcolm Ranjith (2010-nadal)